# Спиценко, Кирилл Максимович
Кирилл Максимович Спиценко (род. 29 ноября 1999, Омск) — российский хоккеист, защитник клуба «Югра», выступающего в ВХЛ.

## Биография
Воспитанник омского «Авангард». С сезона 2016/17 — игрок команды МХЛ «Омские ястребы». В сезоне 2019/20 также играл за клуб «Ижсталь» в ВХЛ, провёл 10 матчей за «Авагард» в КХЛ. Сезон 2020/21 отыграл за «Металлург» Новокузнецк в ВХЛ. Следующий сезон начал в команде ВХЛ «Омские крылья», после января перешёл в украинский клуб «Донбасс». Отыграв сезон 2022/23 в команде ВХЛ «Зауралье» Курган, перешёл в «Амур», играл также в ВХЛ за «Сокол» Красноярск.